# Claes Prytz
Claes Johansson Prytz, född 4 februari 1651 i Stockholm, död 15 juli 1707 på Edö, Askersunds landsförsamling, var en svensk militär och författare.
Claes Prytz var son till kanslirådet Johan Claesson Prytz. Efter att några år bedrivit studier vid Uppsala universitet blev han musketerare vid Garnisonsregementet i Narva 1668 och 1670 fänrik vid Jämtlands regemente. Prytz utnämndes 1674 till kaptenlöjtnant vid Garnisonsregementet i Wismar och blev 1675 major vid greve Wittenbergs tyska dragonskvadron. Prytz anlitades i flera diplomatiska beskickningar. Under sin vistelse i östersjöprovinserna deltog han 1668–1669 i en ambassad till Ryssland och följde 1670 riksrådet Clas Tott, hos vilken han var hovjunkare, till kungavalet i Polen. Efter att 1671 förgäves ha sökt militär befordran deltog han 1672 i en diplomatisk beskickning till Frankrike, och gick 1673 i nederländskt tjänst, som han lämnade året därpå. Senare ägnade sig Prytz åt studier och författarskap. Hans arbeten behandlade juridiska, historiska och genealogiska ämnen men kom aldrig att tryckas utan spreds genom avskrifter. Mest känd är Tractatus historiæ-politicus, de jue publico regnorum Sueciæ Gothiæque, en samling utdrag ur lagar och offentliga handlingar av historisk intresse. En berättelse av Prytz över beskickningarna till Ryssland och Polen 1668–1668 förvaras i Kungliga biblioteket.